# Kute (Prozor-Rama, BiH)
Kute su naseljeno mjesto u općini Prozor-Rama, Federacija Bosne i Hercegovine, BiH.

## Stanovništvo

### 1991.
Nacionalni sastav stanovništva 1991. godine, bio je sljedeći:
ukupno: 332
- Muslimani - 308
- Hrvati - 23
- ostali, neopredijeljeni i nepoznato - 1

### 2013.
Nacionalni sastav stanovništva 2013. godine, bio je sljedeći:
ukupno: 196
- Bošnjaci - 195
- Hrvati - 1